# Curtefranca bianco
Il Curtefranca bianco è un vino DOC la cui produzione è consentita nella provincia di Brescia.
Il Curtefranca è la denominazione che dal 2008 ha preso il posto di Terre di Franciacorta.

## Caratteristiche organolettiche
- colore: paglierino con riflessi verdognoli
- odore: delicato, floreale, caratteristico
- sapore: asciutto e morbido, sapido, armonico

## Storia
Fino al 1995 il nome del vino era Franciacorta bianco, un DOC la cui produzione era consentita nella provincia di Brescia.
Più esattamente, Franciacorta bianco era una delle designazioni aggiunte al precedente disciplinare, quello del 1967, che istituì la denominazione Franciacorta la quale, dal 1995, è divenuta DOCG specifica solo per lo spumante a metodo classico. La designazione non esiste più dal 1995 in quanto confluì nella DOC Terre di Franciacorta (tipologia "bianco") nata appunto nel 1995 con lo sdoppiamento delle due tipologie di vino (il solo metodo classico, Franciacorta DOCG, e la tipologia fermo, Terre di Franciacorta DOC.
La revisione del 1984 del disciplinare aggiunse anche la designazione Franciacorta spumante (mentre prima era solo una possibilità produttiva in seno al Franciacorta bianco ma senza esplicita designazione) e Franciacorta rosato spumante. 
Dal 2008 la DOC Terre di Franciacorta si chiama Curtefranca e, in pratica, il vecchio Franciacorta bianco è ora assimilabile al Curtefranca bianco.

## Abbinamenti consigliati
Spaghetti all'amatriciana

## Produzione
Provincia, stagione, volume in ettolitri
- Brescia  (1995/96)  7066,54
- Brescia  (1996/97)  7929,17